# Shakuru
Shakuru är i mytologin hos Pawneeindianerna i Nordamerika den stora och mäktiga solguden.  Han dyrkas genom en ritual som inkluderar soldans. Hans motpol är Pah, månguden.